# Flight of the Intruder (jeu vidéo)
Flight of the Intruder est un jeu vidéo de simulation de vol de combat développé par Rowan Software et édité par Spectrum HoloByte, sorti en 1990 sur DOS, Amiga, Atari ST et NES.
Le jeu est inspiré du roman du même nom qui a inspiré le film Le Vol de l'Intruder.

## Accueil
- Aktueller Software Markt : 10,4/12 (Amiga)[1]
- Amiga Power : 83 % (Amiga)[2]